# Fredrik Ulvestad
Fredrik Stensøe Ulvestad (Ålesund, Norvégia, 1992. június 17. –) norvég labdarúgó, aki jelenleg a Djurgårdens IF játszik, középpályásként.

## Pályafutása
Ulvestad az SK Herd ifiakadémiáján kezdett el futballozni, mielőtt szülővárosa csapatához, az Aalesunds FK-hoz került volna, 2008-ban. A felnőtt csapatban 2010 májusában, 17 évesen mutatkozott be, csereként váltva Jonathan Parrt egy Volda TI elleni kupameccsen. 2011 áprilisában megszerezte pályafutása első profi gólját, a Sogndal IL ellen. A 2011-es szezon során sikerült állandó helyet szereznie magának az Aalesund kezdőjében és a kupát is megnyerte csapatával. 2011-ben és 2012-ben Európa-liga selejtezőt is játszhatott klubjában, de a főtábláig egyik alkalommal sem sikerült kijutnia.
A 2014-es idény végén az Aalesunds FK úgy döntött, hogy nem hosszabbítja meg Ulvestad szerződését, aki így ingyen igazolhatóvá vált. Minden sorozatot egybevéve 132 mérkőzésen játszott a csapatban és 20 gólt szerzett.
Szerződése lejárta után többek között a Bundesligában szereplő Hannover 96 is érdeklődött iránta, de végül az angol élvonalbeli Burnleyvel kezdett el edzeni 2015 februárjában. Márciusban hivatalosan is szerződtette a klub, három évre szóló szerződést adva neki.

## Válogatott pályafutása
Ulvestad 2011 novemberében debütált az U23-as norvég válogatottban, Törökország ellen. 2012 októberében az U20-as csapatban is lehetőséget kapott, egy Hollandia elleni barátságos mérkőzésen. A norvég U21-es válogatottban 2012 februárjában játszhatott először, Szlovénia ellen. Tétmeccsen egy Azerbajdzsán elleni Eb-selejtezőn kapott először lehetőséget. Később még két selejtezőn szerepelt, de a tornára készülő csapatban nem kapott helyet. A norvég felnőtt válogatottban is bemutatkozott 2014 augusztusában, egy Egyesült Arab Emírségek elleni barátságos meccsen.

## Magánélete
Édesapja, Rune Ulvestad az 1980-as években a Molde FK és az Aalesunds FK játékosa volt. Bátyja, Pål Erik Ulvestad szintén labdarúgó, jelenleg a Kristiansund BK játékosa.

## Sikerei

### Aalesund
A Norvég Kupa győztese: 2011

## Külső hivatkozások
- Fredrik Ulvestad pályafutásának statisztikái a Soccerbase oldalon (angolul)